# Caïdat d'Imouzzer
Le caïdat d'Immouzer ou caïdat d'Imouzzer des Ida-Outanane, est une circonscription administrative marocaine situé dans le cercle d'Agadir-Atlantique, lui-même situé dans la préfecture d'Agadir Ida-Outanane, au sein de la région administrative de Souss-Massa. Son chef-lieu se trouve dans la commune éponyme d'Imouzzer des Ida-Outanane.

## Communes
Quatre communes rurales sont rattachées au caïdat d'Imouzzer : Imouzzer des Ida-Outanane, Tiqqi, Tadrart et Aziar.

## Historique
Le caïdat d'Imouzzer, créé en 1973, fait partie des 355 premiers caïdats qui ont été formés lors de l'apparition des caïdats au Maroc. Le caïdat se trouvait dans le cercle d'Inezgane, relevant de la province d'Agadir. Il comptait trois communes : Imouzzer des Ida-Outanane, Aqsri et Isk (ancien nom de la commune de Tiqqi).

## Démographie
Selon les données communales des derniers recensements, la population du caïdat d'Imouzzer est passée, de 2004 à 2014, de 25 935 à 21 653 habitants,.